# Diamant (Saint-Martin)
Diamant är ett berg i den sydvästra delen av Saint-Martin, cirka 1,3 kilometer sydost om huvudorten Marigot. Toppen på Diamant är 274 meter över havet.